# 財務金融學刊
財務金融學刊（Journal of Financial Studies）於1993年創刊，為「臺灣財務金融學會」所出版的財金專業學術期刊，原名《中國財務學刊》，自2001年12月第9卷第3期起，改為《財務金融學刊》，自2006年4月第14卷第1期起由1年3期改為季刊。自2001年起列入「台灣社會科學引文索引資料庫」 （页面存档备份，存于）（TSSCI）。並於2012年獲准收錄於「EconLit資料庫」(美國經濟協會 American Economic Association 發布的學術文獻摘要數據庫)。
財務金融學刊為「臺灣財務金融學會」所出版的財金專業學術期刊，目前每年出版四期，分別在三月、六月、九月及十二月出刊。該學刊之宗旨在於鼓勵財務金融方面之學術性研究，以提升財務金融學術研究之水準，同時基於學術研究無國界之理念，鼓勵國外學者來投稿，促進該學刊的國際化。該學刊目前經國科會評定為TSSCI（Taiwan Social Citation Index）期刊之一。該學刊刊之編輯委員會除設有總編輯與副總編輯外，另有編輯顧問及編輯委員共三十九位，委員由臺灣財務金融學會理監事會通過後聘任。目前的成員中有二十一位國外學者，以及來自國內九所大學之二十位學者，在財金領域中應具代表性。

## 官網
- http://www.jfs.org.tw （页面存档备份，存于）